# Katerythrops resimora
Katerythrops resimora är en kräftdjursart som beskrevs av O. Tattersall 1955. Katerythrops resimora ingår i släktet Katerythrops och familjen Mysidae. Inga underarter finns listade i Catalogue of Life.